# 政治光譜
政治光譜（英語：political spectrum），也称政治坐标，是用作量度個人政治立場傾向（即不同意识形态）的工具。政治光譜正如一般光譜一樣，由一条或多条几何学上的坐標軸構成。政治光譜这一概念通常指代常用的二维政治光譜模型。
大多数政治光谱都包括两大派，左派和右派，这是从18世纪法国大革命时期法国议会的坐席方向沿袭而来的，在当时左派偏向激进政治而右派偏向贵族政治。现今，共产主义及社会主义在国际上常被视为左派，而保守主义及反动主义则常被视为右派。自由主義因在不同的语境下指代不同位置也不同，有时为左派（社會自由主義），有时为右派（保守自由主義及經濟自由主義），而過於極端的兩大派稱為極左派和極右派。觀點中等的人有時被列為中間派，而中間派也有視偏左或偏右細分成中左派和中右派。完全不使用传统左右划分的政治常被称为融合政治，尽管这个标签往往会把那些在双轴图表上有逻辑位置的信念错误地带到另一种单轴划分上。
政治學家注意到，一個單一的左右軸太簡單了，不足以描述政治信念的現有變化，因此在政治信念的探讨上常常使用两维或更高维度的图表描述政治信念。常用的二维光谱的两个坐标轴多为经济轴（左对右）和社会文化轴（权威对自由），尽管各个图表对轴线方向的用词可能各不相同。

## 起源

今日使用的最多的二维政治光谱图，横轴为社会经济轴（左对右），竖轴为政治文化轴（威权对自由）

政治上的左右派起源於1789-1799的法國革命時代的早期。从当时法国各类立法机构的議長席位上可以观察到，貴族坐在右邊，平民則坐在左邊，便分别對應右翼政治和左翼政治。
最初，意识形态光谱的定义基于旧制度。当时，右派支持贵族、王室和教会，而左派支持共和主义、世俗主义和公民自由。由于革命初期的政治选举权相对狭窄，最初的左派主要代表資產階級的利益，即崛起的资本家阶层（有明显的例外，如早期共产主义者格拉古·巴贝夫）。议会中的左派会支持自由放任的经济及自由市場，因为这些代表了对资本家而不是对贵族有利的政策，但在议会政治之外，这些观点往往被定性为右派。
造成这种明显矛盾的原因在于，那些在官方议会结构之外的左派（如法国大革命中的無套褲漢）通常代表着大部分工人阶级、贫苦农民和失业者。他们在法国大革命中的政治利益在于反对贵族，因此他们选择在早期与资本家结盟。然而，这并不意味着他们的经济利益与在政治上代表他们的人的自由放任政策相一致。

## 学术研究
近一个世纪以来，社会学家一直在考虑如何最恰当地描述政治立场。

### 伦纳德·弗格森
1950年，伦纳德·弗格森用十个量表分析了政治价值观，具体以人们对以下方面的态度作为衡量标准：生育控制、死刑、审查制度、共产主义、演化、法律、愛國主義、有神论、罪犯和战争。他对结果进行因素分析，确定了三个因素，他将其命名为宗教主义、人道主义和民族主義。他把宗教主义定义为对上帝的信仰，以及对演化和生育控制的消极态度；人道主义与反对战争、死刑和严厉对待罪犯的态度有关；而民族主义则反映了对审查制度、法律、爱国主义和共产主义的意见变化。
这个系统是通过探索性的经验实验得出的，而不是在纯粹的理论基础上设计一个政治模型并对其进行测试。因此，在解释弗格森的三个因素时必须谨慎，因为无论客观上是否存在一个真实的因素，因素分析都会输出一个抽象的因素。尽管对民族主义因素的重复实验结果并不一致，但宗教主义和人道主义已被弗格森和其他人通过重复实验确认了许多次。

### 汉斯·艾森克

根据汉斯·艾森克理论所制作的二维政治光谱，横轴为激进对保守，纵轴为权威主义对民主主义

弗格森的研究发表后没多久，汉斯·艾森克开始研究英国本土的政治态度问题。他认为，尽管国家社会主义者（纳粹）和共产党人在左右轴上的立场相反，但他们在本质上有相似之处。汉斯·艾森克在其1956年出版的《心理学中的理智与废话》一书中对他在这方面实验的步骤进行了具体描述：艾森克整理了一份常在报纸和政治小册子中出现的政治观点的清单，并要求受试者描述其有多么同意或多么不同意每一种观点，再对这份观点调查表使用弗格森所用的因素分析法进行研究。艾森克得出了两个因素，他将其命名为“激进主义”（R-因素）和“温和心态”（T-因素）。
因素分析产生的因素需要谨慎的对待，因为这些因素可能不与现实世界的现象相对应。虽然艾森克的R-因素很容易被看作与传统的左右立场划分相同，但T-因素（与R-因素之间没有相关性的因素）却不那么直观，因为该因素的高分者赞成和平主義、种族平等、宗教教育和对堕胎的限制，而低分者则支持军国主义、严厉的惩罚、约束更少的离婚法和友伴式婚姻。
社会学家博然·托多西耶维奇认为，根据艾森克的理论，激进主义（受R-因素支配）被定义为积极看待进化理论、罢工、福利国家、混合婚姻、学生抗议、法律改革、妇女解放、联合国、裸体主义营地、流行音乐、现代艺术、移民、废除私有财产和拒绝爱国主义。保守主义（受R-因素支配）被定义为积极看待白人的优越性、鞭打、死刑、反犹太主义、反对财产国有化和生育控制。温和心态（受T-因素支配）被定义为积极看待道德训练、天生的良知、圣经真理、贞洁、自我否定、和平主义、反对歧视、反对死刑和严厉对待罪犯。强硬心态（受T-因素支配）被定义为积极看待强制绝育、安乐死、更容易的离婚法、种族主义、反犹太主义、强制军事训练、换妻、休闲生活、死刑和严厉对待罪犯。
尽管方法学、研究的位置和理論都不同，艾森克和弗格森取得的结果具有一致性。简单地将艾森克的两个因素旋转45度，就可以得到弗格森在美国确定的宗教主义和人道主义因素。
通过对德国、瑞典、法国和日本的价值观进行相同方法的因素分析，同样发现了艾森克的R-因素和T-因素。
艾森克在1956年的工作中注意了一个有趣的现象，在美国和英国，大部分的政治差异都被左右轴所归纳，而在法国，T-因素的影响较大，在中东，T-因素几乎占了政治立场的全部：“在中东的阿拉伯人中，人们发现，虽然在不同态度之间观察到的关系中仍然清楚地表达了强硬-温和的维度，但没有任何东西与激进-保守的连续性相对应”。

#### 艾森克的政治观点与他的研究之间的关系
艾森克的研究与他的政治观点有关。艾森克直言不讳地反对他所认为的对左右派权威主义的滥用，因此他认为通过T-因素，他找到了纳粹主义和共产主义之间的联系。根据艾森克的观点，这两种意識形態的信奉者往往十分强硬。艾森克论点的核心是，温和的意识形态是民主的，对人的自由持积极的态度；而强硬的意识形态具有侵略性及权威主义。艾森克的观点受到了政治上的批评。在这种情况下，艾森克对纳粹主义和共产主义团体进行了研究，声称发现这两个团体的成员比对照组更有“支配性”且更有“攻击性”。
艾森克离开納粹德國后在英国生活，并毫不客气地攻击斯大林主义，指出俄罗斯政府具有反犹偏见、苏联领导人的奢华生活方式以及東德作为“当今世界最不民主的政权之一”的情况下将自己命名为德意志民主共和国的奥威尔式的雙想。虽然艾森克是纳粹主义的反对者，但他与法西斯组织的关系却更为复杂。艾森克本人支持英国国家党（该党反对“希特勒式的”纳粹主义）的理论，并在其杂志《灯塔》的第一期上接受了采访，内容涉及他对不同种族之间智力存在差异的争议性观点。采访过程中，艾森克曾被问及他是否有犹太血统。艾森克的立场问题同样受到其他研究人员的质疑，如英国神经科学家及社会评论者史蒂芬·罗斯认为艾森克的研究有其政治目的。

#### 对艾森克研究的后续批评
艾森克的T-因素在后续的研究中继续遭到批评：
- 几乎没有发现任何价值观只与强硬-温和这种划分有关。
- 将强硬心态与权威关联同时将温和心态与民主相关联的做法与法蘭克福學派的单轴模型不一致，后者将权威主义概念化为保守主义的基本表现，此外许多其他研究者也对左翼权威主义的划分提出异议[29]。
- 艾森克为解释所观察到的维度中的个体差异而发展的理论将强硬心态与外向性和精神病性（英语：psychoticism）相关联，但这一结果存在争议[30]。
- 艾森克认为纳粹和共产党比主流政治运动的成员更强硬这一点受到了社会学家米尔顿·罗克奇（英语：Milton Rokeach）的技术批评[31]。
- 艾森克的分析方法包括寻找一个抽象的维度（一个因素）来解释一组给定的数据的分布（在他的研究中是政治调查的得分）。这个抽象的维度可能对应也可能不对应真实情景，例如在这种方法被应用于人类心理学时，就会出现明显的问题。在这种分析中得到的第二个因素（如艾森克的T-因素）是对数据散布的次优解释，根据定义，它应与第一个因素互不相关。R-因素描述了一组数据中的大部分变化，更有可能代表客观真实的东西，而随后的因素变得越来越抽象。人们会期望找到一个与左右划分大致对应的因素，因为这与人类社会中政治的主导框架相符，但艾森克的强硬-温和维度（T-因素）很可能只代表一个抽象的数学结构而已。而且，无论这种抽象的数学结构是否与真实情景相对应，它总会出现在因素分析中，从而使艾森克的理论在因素分析上不具有可证伪性[32][33][34]。

### 米尔顿·罗克奇
由于对艾森克的研究不满意，米尔顿·罗克奇在1973年提出了自己的政治坐标双轴模型，其基础是自由和平等，他在《人类价值的本质》一书中对这两种基础作出了详细解释。
罗克奇认为，左派和右派之间的最大区别在于左派比右派更强调平等的重要性。尽管他批评了艾森克的强硬-温和划分，罗克奇也认为共产主义和纳粹主义之间具有相似性，声称这些意识形态的推崇者不会像更传统的社会民主主义者、民主社会主义者和资本主义者那样重视自由，他写道：“在这点上我的双轴模型与艾森克的假说十分相似”。
为测试这个模型，罗克奇和他的同事对能体现纳粹主义（阿道夫·希特勒）、共产主义（弗拉基米尔·列宁）、资本主义（貝利·高華德）和社会主义（多位作者）的作品进行了内容分析。这种方法因依赖于实验者对所分析内容的熟悉程度以及研究者对特定政治观点的看法而遭受批评。
多名受试者对含有罗克奇确定的一些价值（包括自由和平等）的同义词句子进行了频率统计，罗克奇通过比较四种意识形态的文本中的所有价值的相对频率排名来分析这些结果：
- 社会主义者—自由排名第一，平等排名第二
- 希特勒–自由排名第十六，平等排第十七
- 高华德—自由排名第一，平等排名第十六
- 列宁—自由排名第十七，平等排名第一

后来一些基于美国意識形態和美国总统就职典礼的样本进行的研究使用了与罗克奇类似的研究方法。

### 后续研究
在后来的研究中，艾森克改进了他的方法学，使用了更多关于经济学的问题。他以这种方式揭示了社会政策和经济政策上的左右派事实上描述了不同的东西，以及以前未被发现的社会主义-资本主义（S-因素）轴。
虽然S-因素与R-因素不同，但二者具有相關性，表明社会和经济價值觀都有基本的左右倾向。具体来说，S-因素注重貧富差距和大企业等经济问题，而R-因素更多的与如何对待罪犯、性和軍隊等社会问题有关。
羅納德·英格爾哈特在对基于世界价值观调查的民族意见进行研究时进行了重复实验，不过英格爾哈特的研究实际上描述了国家的价值观，而不是國族中的个体或团体的价值观。英格爾哈特的双轴模型的其中一轴采用了类似弗格森最初的宗教主义–人道主义维度的形式。英格哈特将其称为“世俗主义–传统主义”，这一维度涵盖了传统和宗教问题，如爱国主义、堕胎、安乐死以及遵守法律和权威人士的重要性，以及另一维度“生存主义–自我表达”，衡量的问题包括日常行为和穿着、对政治多元性（如外國人）和創新的接受度以及对具有特定争议性生活方式（如同性戀、素食主義者）的人的態度，以及参与政治活动的意愿。结果可以参见英格爾哈特所做的表格。
虽然与艾森克的研究没有直接关系，但有证据表明，美国的政治光谱可能有多达6个维度，英国的政治光谱有10个维度。这一结论基于两个大型数据集，并使用了贝叶斯方法而不是传统的因素分析方法。

## 其他双轴模型

### 格林伯格及霍纳斯：左右轴和思想僵性
2003年由杰夫·格林伯格和伊娃·霍纳斯发表在《心理学公报》的一篇文章提出了一个模型，这一模型包含标准的左右轴和代表意识形态僵性的轴。格林伯格和霍纳斯认为意识形态的僵性使得“教条主义和独裁主义的相关概念能够有很多共同之处”，其相同特点是“信任强大的领导者和服从、偏爱自己的内群体、民族中心主义和民族主义、对异己的侵略，以及借助警察和军队进行控制”。格林伯格和乔纳斯认为，意识形态的僵性高可能是由“特别强烈的减少恐惧和不确定性的需求”所导致的，是“无关左右翼赞同任何极端政府或意识形态的人的主要共同特征”。

### 英格尔哈特：世俗主义–传统主义和生存主义–自我表达

基于世界价值观调查的英格爾哈特–韦尔策尔世界文化图的重制版

2003年1月4日的一期《经济学人》讨论了一个由羅納德·英格爾哈特提出并得到世界价值观调查（与密歇根大学有关）支持的二维文化意识形态模型。该模型的Y轴考虑了传统和宗教的问题，如愛國主義、堕胎、安乐死以及遵守法律和权威人士的重要性。在坐标轴的下部是表示对这些问题持传统主义立场（对国家和家庭的忠诚以及对生命的尊重），而在顶部则是持世俗的立场。X轴衡量的问题包括日常行为和穿着、对政治多元性（如外國人）和創新的接受度以及对具有特定争议性生活方式（如同性戀、素食主義者）的人的態度，以及参与政治活动的意愿。该模型的可视化图的右侧代表开放的自我表现主义立场，而左侧是它的相反立场，英格哈特称后者为生存主义。该模型不仅有能力映射出个人的价值观，而且还能比较不同国家的人的价值观。具体来说，在基于该模型制作的图表上，前共产主义国家在左上方和左中部，非洲、中东和南亚国家在左下方，儒家国家在上中方，天主教欧洲国家在正中方，新教欧洲国家在右上方，英语国家在右中部，拉丁美洲国家在右下方。

### 波奈尔：自由–控制和非理性主义–理性主义
1963年，杰里·波奈尔在他的政治学博士论文中提出了一个非常独特的双轴模型。波奈尔图表的双轴中一轴为自由，自由轴上左倾者往往会追求不受控制的自由或对社会越轨行为的保护，右倾者则强调权威及对社會規範的保护（最右为国家崇拜，最左为国家是“终极邪恶”）。另一轴为理性主义，具体来说是指对有策划的社会进步的信念，上倾者会认为社会存在的问题可以理性地解决，而下倾者则对这种理性方法持怀疑态度。

### 诺兰：经济自由和个人自由

諾蘭曲線

自由意志主义者大卫·诺兰提出了諾蘭曲線。该图表在横轴上考量了他认为的“經濟自由”（税收、自由贸易和自由企业等问题）因素，在纵轴上考量了他认为的“个人自由”（毒品合法化、堕胎和征兵等问题）因素。这一坐标图以此将左派置于左侧，自由意志主義者置于上方，中间派在中间，右派在右侧，诺兰最初命名的民粹主義者在下面。与诺兰图表相同，一些流行的在线测试，包括政治指南针测试和iSideWith.com在内的一些网上的政治倾向测试采用了两轴模型。